# Xã Westside, Quận Phelps, Nebraska
Xã Westside (tiếng Anh: Westside Township) là một xã thuộc quận Phelps, tiểu bang Nebraska, Hoa Kỳ. Năm 2010, dân số của xã này là 131 người.